# Kickboxer 5. – Az igazság nevében
A Kickboxer 5. – Az igazság nevében (eredeti cím: Kickboxer 5: The Redemption) 1995-ben közvetlenül videóra kiadott amerikai harcművészeti film. A film a Kickboxer-sorozat ötödik, egyben az eredeti széria befejező része.
Az előző részekkel ellentétben egy új főszereplő, Matt Reeves (Mark Dacascos) áll a középpontban. A történet szerint a korábbi főhős, a Sasha Mitchell által megformált David Sloane egy gátlástalan kickboxszervezet áldozatául esett. Sloane barátja, Reeves – akinek egyik tanítványát is megölik – a személyes bosszútól hajtva száll szembe a szövetséggel és annak embereivel.

## Cselekmény
Mr. Negaal, a dél-afrikai származású, korábbi kickbokszoló saját szövetséget alapít. Amikor David Sloane nem hajlandó csatlakozni hozzá, emberei, Moon, Bull és Pinto végeznek a férfival.
Matt Reeves szintén visszavonult kickbokszharcos, jelenleg harcművészeti oktató. Barátja, Sloane haláláról értesülve még aznap részt vesz egykori tanítványa, Johnny Styles bajnoki mérkőzésén. Győzelme után Johnnyt is felkeresik Negaal emberei és mielőtt a gyanakvó Matt a helyszínre érhetne, megölik a fiatal bajnokot. Negaal elrendeli Reeves megölését is, ennek érdekében jobbkeze, Bollen kijuttatja a börtönből Paul Croftot, Negaal szervezetének egyik korábbi tagját. Paul felkeresi Matt-et, de ahelyett, hogy megölné, figyelmezteti őt a veszélyre.
Matt Johannesburgba repül, hogy megtalálja Negaalt, ugyanazzal a repülőgéppel, amelyen Paul is utazik. A reptérre érkezve Paul menekülni kezd Negaal emberei elől és verekedésbe keveredik velük, majd Matt a segítségére siet. Később Paul is viszonozza a szívességet és együtt győzik le Negaal embereit, de azok hamis vádakkal nemsokára börtönbe juttatják őket. Időközben a francia bajnok – a Negaalt visszautasító sportolók haláláról értesülve – vonakodva csatlakozik Negaalhoz, a német bajnok viszont nem hajlandó erre. Negaal párviadalra hívja és saját kezűleg öli meg a férfit, azzal a tigriskarom nevű, tiltott technikával, amely miatt annak idején örökre eltiltották őt a versenyzéstől. 
Egy befolyásos cellatársuk, illetve Paul húgának, Angie-nak a közreműködésével Matt és Paul megszökik a börtönből. A két férfi edzésbe kezd, felkészülve a Negaallal való leszámolásra. Amikor értesülnek egy partiról, melyet Negaal szervez, Angie-val együtt bejutnak a helyszínre. Míg Paul Bollennel számol le (aki annak idején börtönbe juttatta őt), Matt a rulettasztalnál magára vonja a figyelmet győzelmeivel, ezután mindenki előtt felfedi Negaal bűntetteit. Az életükre törő gengsztereket legyőzve Negaal otthonába mennek. Negaal megpróbálja használni a tigriskarom technikát Matt-en, de hatástalanul, mert Matt az edzés során felkészült a végzetes torokütés kivédésére. Egy hasonló technikával Matt halálos csapást mér ellenfelére, megölve őt. Matt visszaszerzi az amerikai bajnoki övet (mely Johnny tulajdona volt) és Paullal, valamint Angie-val együtt elhagyják a helyszínt, mielőtt a rendőrök kiérkeznének.

## Szereplők

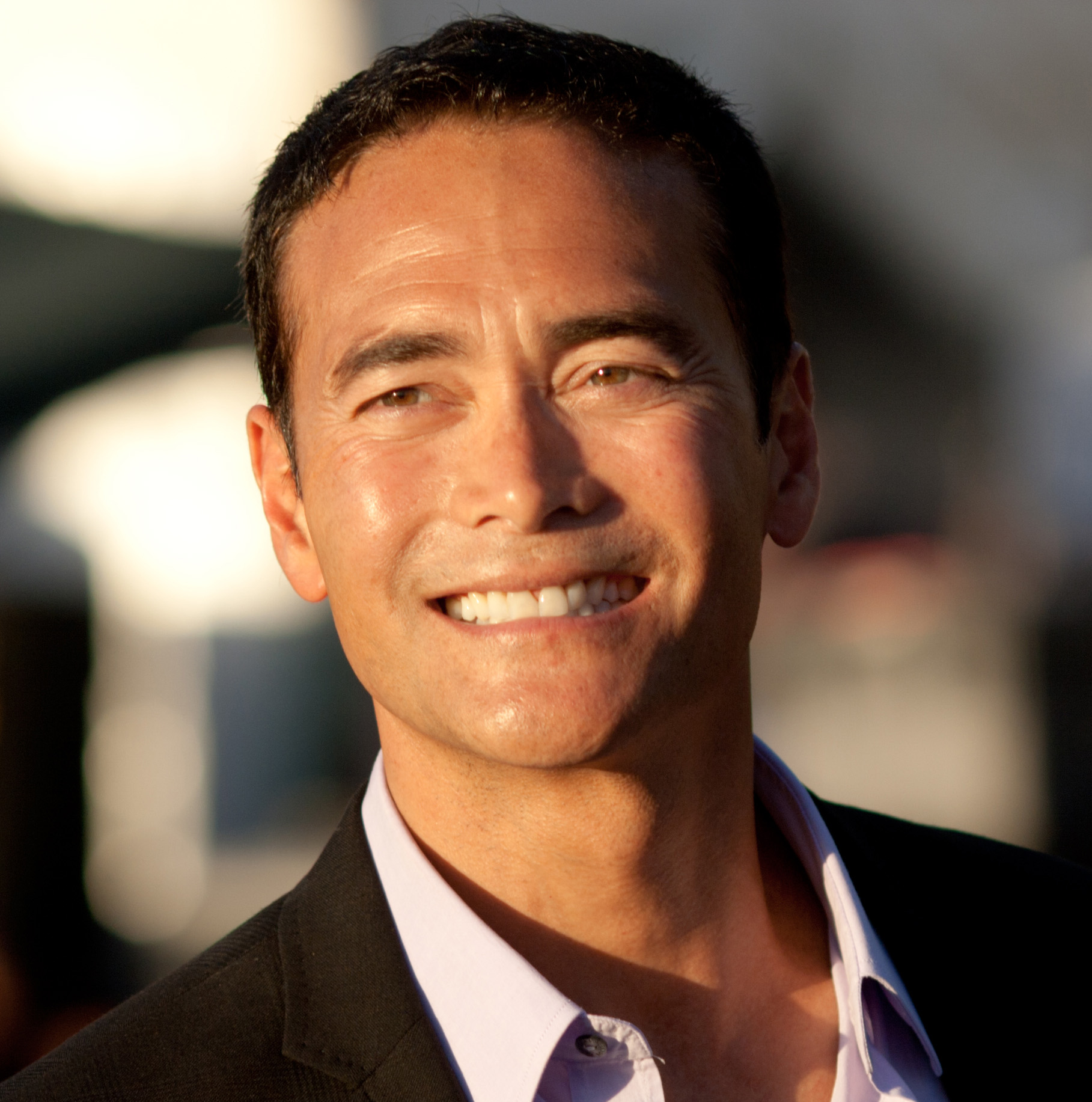
A filmben Mark Dacascos vette át a főszerepet az előző három részben szereplő Sasha Mitchelltől.

| Színész           | Szerep        | Magyar hang     |
| ----------------- | ------------- | --------------- |
| Mark Dacascos     | Matt Reeves   | Háda János      |
| James Ryan        | Mr. Negaal    | Sörös Sándor    |
| Geoff Meed        | Paul Croft    | Laklóth Aladár  |
| Tony Caprari      | Moon          | Rosta Sándor    |
| Greg Latter       | Bollen        | Várkonyi András |
| Duane Porter      | Bull          |                 |
| George Moolman    | Pinto         |                 |
| Rulan Booth       | Angie Croft   |                 |
| Robert Whitehead  | Tito          |                 |
| Denney Pierce     | Johnny Styles | Dózsa Zoltán    |
| John Hussey       | Chalky        |                 |
| Dale Cutts        | edző          |                 |
| Gavin Hood        | német bajnok  |                 |
| Burton Richardson | Jack          |                 |

## Kritikai visszhang
A The Action Elite kritikusa szerint a feledhető cselekmény és párbeszédek ellenére „a Kickboxer 5. szórakoztató epizódja a sorozatnak és könnyedebb hangvételű a negyedik résznél. Dacascos nagyszerű főszereplő és a James Ryan által alakított pszichopata gonosztevő lopja el a show-t a filmben.”

## Fordítás
- Ez a szócikk részben vagy egészben  a   Kickboxer 5 című angol Wikipédia-szócikk fordításán alapul.  Az eredeti cikk szerkesztőit annak laptörténete sorolja fel. Ez a jelzés csupán a megfogalmazás eredetét és a szerzői jogokat jelzi, nem szolgál a cikkben szereplő információk forrásmegjelöléseként.